# Лунма

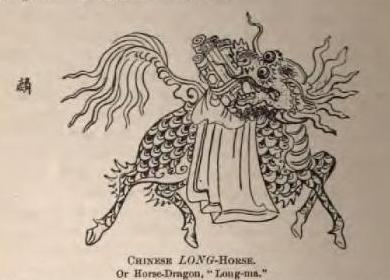

Лунма 龍馬 (lóngmǎ) — лошадь-дракон, один из наиболее знаменитых химерических мотивов китайской мифологии. Согласно комментарию к И-цзину, лунма явилась из Хуанхэ и вынесла на спине схему, на основе которой были созданы гексаграммы-яо 爻 и триграммы-багуа 八卦. Смежным образом к Лунма выступает «мистическая черепаха» из реки Ло, на панцире которой были начертана другая категория знаков (см. Черепахи в китайской мифологии).
По утверждению трактата Чжоу ли, слово «дракон» использовалось как эпитет для лошади ростом выше 8 чи:
馬八尺以上為龍，七尺以上為騋，六尺以上為馬。(гл. 《夏官司馬》)
Визуальное сочетание дракона и лошади, однако, стало благодатной почвой для литературных и художественных спекуляций. Так, лунма описывается как «крылатая лошадь, покрытая драконьей чешуёй, которая не тонет, ступая по воде»:
马身而龙鳞，类骆有翼，蹈水不没。
Образ лунма широко распространился в культуре Восточной Азии. Так, фигура лошадь-дракон (яп. 竜馬 рю:-ма) вошла в японскую игру сёги и её варианты, а само слово стало японским именем (например, такое имя имеет профессиональный сёгист Рюма Тонари).